# Stanisław Paczkowski
Stanisław Józef Paczkowski (ur. 19 listopada 1933 w Grudziądzu, zm. 2 grudnia 1989) – polski działacz partyjny i państwowy, inżynier, wojewoda toruński w latach 1981–1982.

## Życiorys
Urodził się w rodzinie robotniczej. Pracował jako robotnik w „Mostostalu” przy budowie mostu w Grudziądzu i wznoszeniu Nowej Huty. W 1955 wstąpił do PZPR. W 1961 został sekretarzem Komitetu Zakładowego Pomorskiej Odlewni i Emalierni. W 1967 ukończył studia w Wyższej Szkole Inżynierskiej w Bydgoszczy, gdzie zdobył dyplom inżyniera mechanika. Przez wiele lat zatrudniony w aparacie partyjnym, w latach 1970-1973 pełnił funkcję Przewodniczącego Prezydium Miejskiej Rady Narodowej w Grudziądz, w 1973 awansował do funkcji I sekretarza Komitetu Miejskiego i Powiatowego PZPR w Grudziądzu, a w 1975 do stanowiska sekretarza ds. ekonomicznych Komitetu Wojewódzkiego PZPR w Toruniu. Stanowisko wojewody toruńskiego sprawował od stycznia 1981 do 31 października 1982. Ze stanowiska odwołany został na skutek negatywnych wyników kontroli przeprowadzonej przez Inspekcję Sił Zbrojnych.
Zmarł 2 grudnia 1989.